# کالاسچیبتا
کالاسچیبتا (به ایتالیایی: Calascibetta) یک کومونه در ایتالیا است که در استان انا واقع شده‌است.

## خصوصیات
کالاسچیبتا ۸۸٫۱۸ کیلومترمربع مساحت و ۴٬۷۹۷ نفر جمعیت دارد و ۶۹۱ متر بالاتر از سطح دریا واقع شده‌است.